# Niandéghin
Niandéghin est une localité située dans le département de Dapélogo de la province de l'Oubritenga dans la région Plateau-Central au Burkina Faso.

## Géographie
Niandéghin est situé à 6 km au sud-est de Dapélogo et à 3 km à l'est de la route nationale 22.

## Santé et éducation
Le centre de soins le plus proche de Niandéghin est le centre de santé et de promotion sociale (CSPS) de Tanghin-Niangéghin tandis que le centre médical avec antenne chirurgicale (CMA) de la province se trouve à Ziniaré.
Le village possède une école primaire publique.